# Houdain-lez-Bavay
Houdain-lez-Bavay (Nederlands: Heusden-bij-Beuken) is een gemeente in het Franse Noorderdepartement (Frans: département du Nord) (regio Hauts-de-France). De plaats maakt deel uit van het arrondissement Avesnes-sur-Helpe. Houdain-lez-Bavay telde op 1 januari 2022 902 inwoners.

## Geografie
De oppervlakte van Houdain-lez-Bavay bedroeg op 1 januari 2022 12,18 vierkante kilometer; de bevolkingsdichtheid was toen 74,1 inwoners per km².

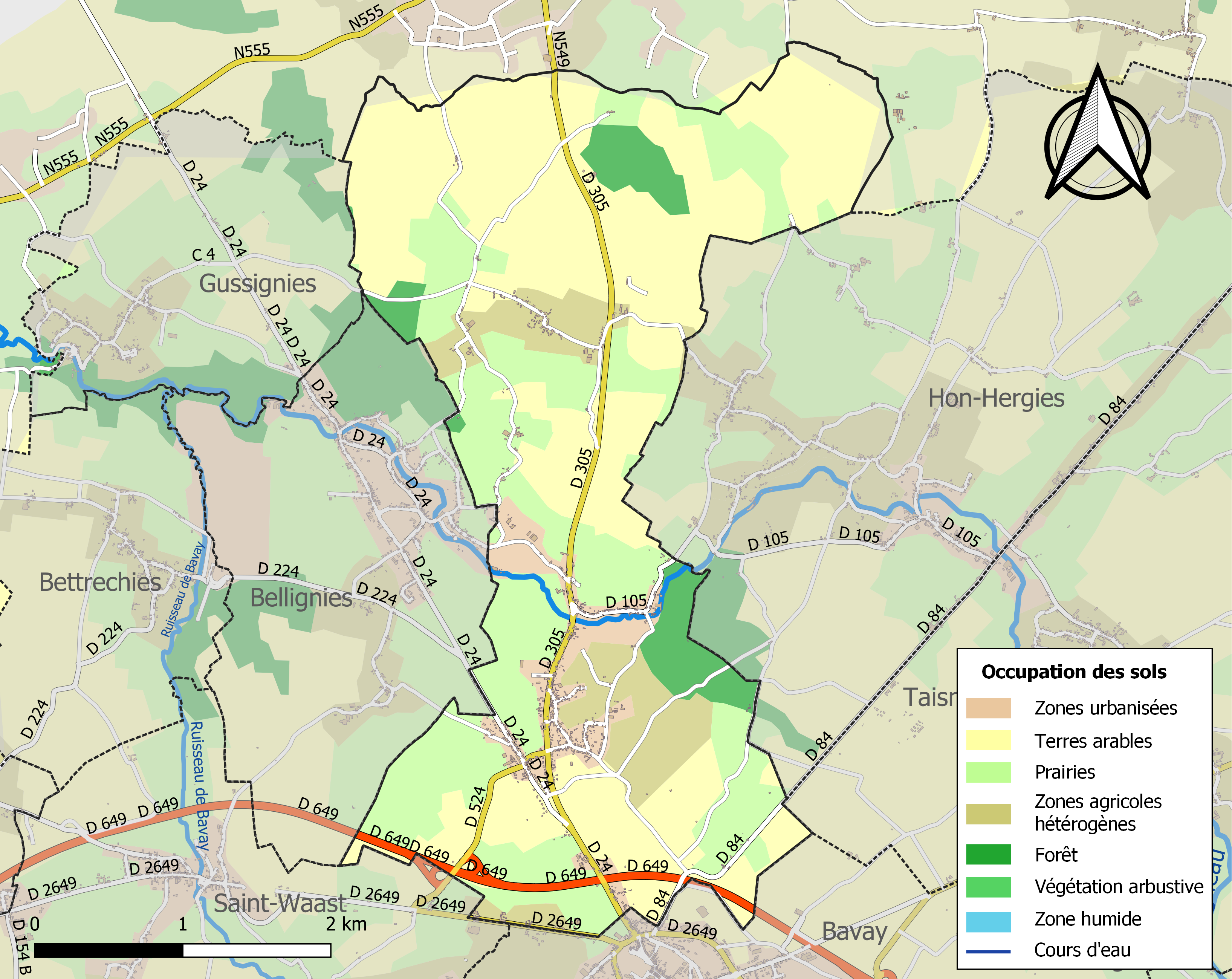
Kaart van de gemeente met belangrijkste infrastructuur, bodemgebruik en omliggende gemeenten

## Demografie
Onderstaande figuur toont het verloop van het inwonertal (bron: INSEE-tellingen).